# Neocerambyx luzonicus
Neocerambyx luzonicus là một loài bọ cánh cứng trong họ Cerambycidae.